# Песколдыш
Песколдыш — река в России, протекает в Первомайском и Любимском районах Ярославской области. Устье реки находится в 48 км по правому берегу реки Обнора. Длина реки составляет 25 км, площадь водосборного бассейна 76,1 км².
Исток находится около железнодорожной станции Марфино. Река течёт на юго-восток, на неё расположены деревни Шолошево, Парфеньево, Добродеево, Романцево. Впадает в Обнору напротив деревни Голубково.

## Данные водного реестра
По данным государственного водного реестра России относится к Верхневолжскому бассейновому округу, водохозяйственный участок реки — Кострома от истока до водомерного поста у деревни Исады, речной подбассейн реки — Волга ниже Рыбинского водохранилища до впадения Оки. Речной бассейн реки — (Верхняя) Волга до Куйбышевского водохранилища (без бассейна Оки).
По данным геоинформационной системы водохозяйственного районирования территории РФ, подготовленной Федеральным агентством водных ресурсов:
- Код водного объекта в государственном водном реестре — 08010300112110000012878
- Код по гидрологической изученности (ГИ) — 110001287
- Код бассейна — 08.01.03.001
- Номер тома по ГИ — 10
- Выпуск по ГИ — 0